# Роджерс, Ричард Джордж
Ричард Роджерс, Барон Роджерс Риверсайдский (англ. Richard George Rogers; 23 июля 1933, Флоренция — 18 декабря 2021, Лондон) — британский архитектор, важнейший представитель архитектуры XX века. Вместе с Ренцо Пиано и Норманом Фостером считается одним из инициаторов «хай-тека» в архитектуре. Лауреат Императорской и Притцкеровской премий. Королева Великобритании произвела его в бароны (Baron Rogers of Riverside). Ричард Роджерс был удостоен ордена Почётного легиона в 1986 году, посвящён в рыцари в 1991 году и сделан пожизненным пэром в 1996 году.

## Биография

#### Детство и учёба
Ричард Роджерс родился 23 июля 1933 года во Флоренции.
Учился в Архитектурной школе в Лондоне, потом вместе с Норманом Фостером в Йельском университете. Позднее они создали бюро «Team 4» совместно со своими жёнами Шу Роджерс и Венди Чисман.

#### Начало карьеры
В 1967 году сотрудничество с Норманом Фостером было прекращено. Роджерс присоединился к Ренцо Пиано, выигравшему конкурс на строительство Центра Помпиду в Париже в 1971 году. Это здание стало манифестом новой архитектурной программы и установило стиль Роджерса, в котором большинство инженерных систем (водоснабжение, отопление, вентиляция, лестницы и лифты) были выведены наружу, оставляя свободными внутренние помещения. Сегодня Центр Помпиду считается достопримечательностью, хотя в момент открытия критики отнеслись к дизайну Центра настороженно.

#### Интернациональная деятельность
Ричард Роджерс возглавлял компанию «Rogers Stirk Harbour Partners» (ранее «Richard Rogers Partnership»), которую он основал в 1977 году. Офисы компании находились в Лондоне, Барселоне, Мадриде, Нью-Йорке и Токио. «Rogers Stirk Harbour Partners» выполнила целый ряд известных проектов — здание штаб-квартиры страховой компании «Ллойд» в Лондоне (1979—1984), здание Европейского суда по правам человека в Страсбурге (1984), выставочный зал Купол тысячелетия в Лондоне (1999), проект восстановления Всемирного торгового центра в Нью-Йорке.
В мае 2006 года компания Роджерса была выбрана в качестве подрядчика-архитектора для Башни номер 3 нового Всемирного торгового центра в Нью-Йорке, заменив старый Всемирный торговый центр, который был разрушен во время терактов 11 сентября.
Скончался 18 декабря 2021 года в Лондоне.

## Галерея
- Штаб-квартира компании «Ллойд», построена в 1991, Лондон
- Штаб-квартира компании «Ллойд», построена в 1991, Лондон
- О2-центр, Лондон
- О2-центр, Лондон
- О2-центр, Лондон
- О2-центр, Лондон
- Мадрид, аэропорт
- Мадрид, аэропорт
- Мадрид, аэропорт
- Мадрид, аэропорт
- национальная ассамблея Уэльса
- информационный центр Reuters, Лондон
- Европейский суд по правам человека, Страсбург

## Теоретические работы
- Rogers R. Architecture: A Modern View, Thames & Hudson (1991) ISBN 978-0-500-27651-8
- Rogers R. A New London (co-author Mark Fisher and the Labour Party), Penguin (1992) ISBN 978-0-14-015794-9
- Rogers R. Cities for a Small Planet, Faber and Faber (1997) ISBN 978-0-571-17993-0
- Rogers R. Towards an Urban Renaissance, Urban Task Force (1999) ISBN 978-1-85112-165-6
- Rogers R. Cities for a Small Country, Faber and Faber (2000) ISBN 978-0-571-20652-0
- Richard Rogers and Architects: From the House to the City, Fiell Publishing (2010) ISBN 978-1-906863-11-1
- Rogers R. Architecture: A Modern View, Thames & Hudson (2013) ISBN 978-0-500-34293-0